# Neivamyrmex wilsoni

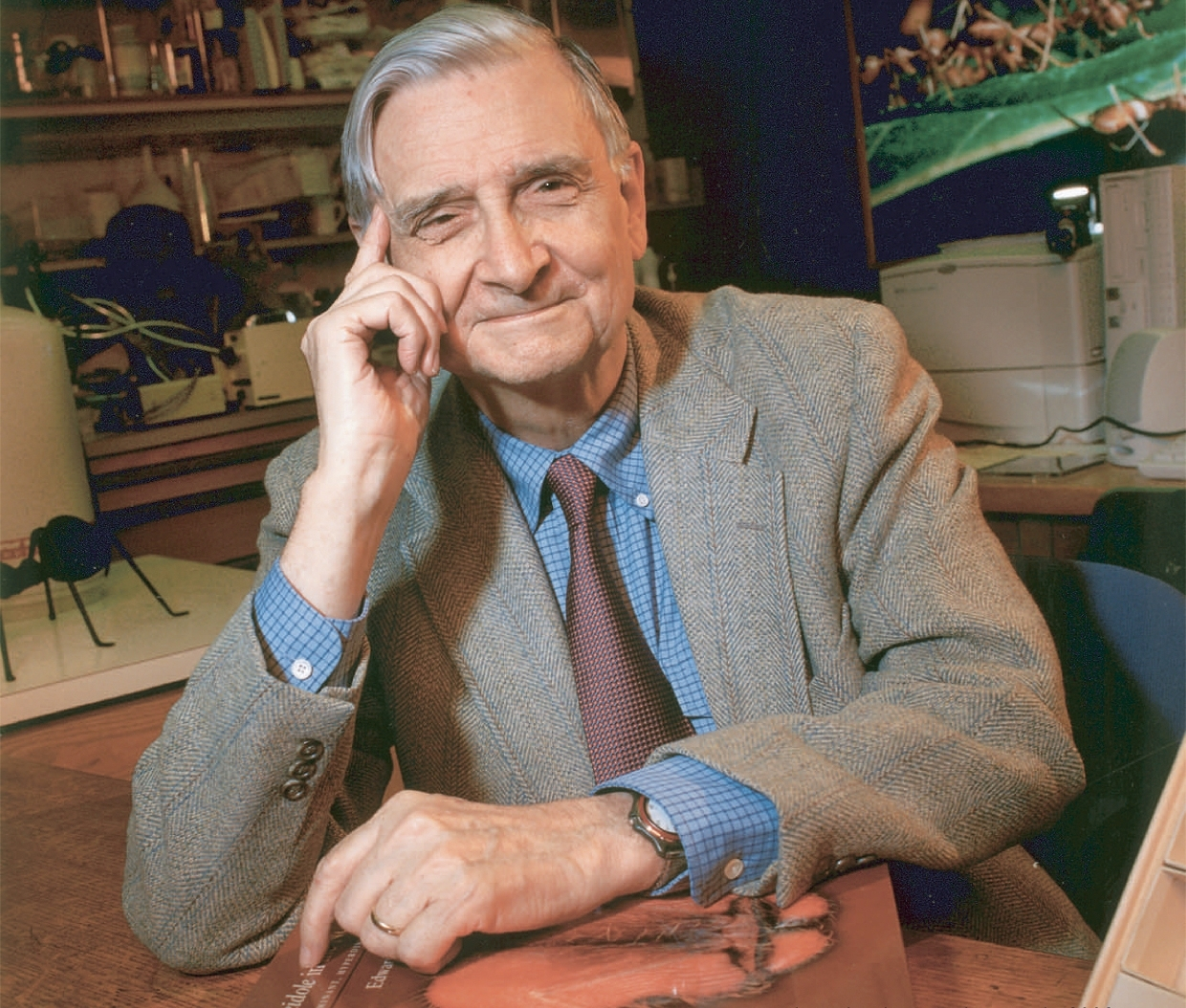
Профессор Эдвард Уилсон, в честь которого был назван новый вид.

Neivamyrmex wilsoni (лат.) — вид кочевых муравьёв рода Neivamyrmex из подсемейства Ecitoninae (Formicidae).

## Этимология
Видовое название N. wilsoni дано в честь крупного американского биолога и мирмеколога, академика Эдварда Осборна Уилсона (Ed Wilson) за его достижения в области изучения систематики, социологии и экологии.

## Распространение
Северная Америка: США.

## Описание
Длина рабочих около 5 мм. Длина головы рабочих от 0,45 до 0,72 мм (ширина головы 0,34—0,61 мм). Описаны в 2007 году американскими мирмекологами Гордоном Снеллингом (Gordon C. Snelling) и Роем Снеллингом (Roy R. Snelling, 1934—2008). Отличаются от близких видов (Neivamyrmex microps) морщинистой скульптурой груди, частично блестящей головой, развитой субантеннальной ламеллой, укороченным скапусом усиков (в 3 раза длиннее своей максимальной ширины); петиоль снизу без антеровентрального зубца. Рабочие одноцветные желтоватые-коричневые. Усики рабочих 12-члениковые. Нижнечелюстные щупики 2-члениковые, нижнегубные щупики состоят из 2—3 сегментов. Мандибулы треугольные. Глаза отсутствуют. Оцеллии и усиковые бороздки отсутствуют. Коготки лапок простые без дополнительных зубцов на вогнутой поверхности. Проподеум округлый, без зубцов. Дыхальца заднегруди расположены в верхнебоковой её части или около средней линии проподеума. Голени средних и задних ног с одной гребенчатой шпорой. Стебелёк между грудкой и брюшком у рабочих состоит из двух члеников. Жало развито.
Ведут кочевой образ жизни. Постоянных гнёзд не имеют, кроме временных бивуаков.